# Joice
Joice és una població dels Estats Units a l'estat d'Iowa. Segons el cens del 2000 tenia 231 habitants.

## Demografia
Segons el cens del 2000, Joice tenia 231 habitants, 101 habitatges, i 66 famílies. La densitat de població era de 89,2 habitants/km².
Dels 101 habitatges en un 33,7% hi vivien nens de menys de 18 anys, en un 49,5% hi vivien parelles casades, en un 9,9% dones solteres, i en un 33,7% no eren unitats familiars. En el 31,7% dels habitatges hi vivien persones soles el 12,9% de les quals corresponia a persones de 65 anys o més que vivien soles. El nombre mitjà de persones vivint en cada habitatge era de 2,29 i el nombre mitjà de persones que vivien en cada família era de 2,84.
Per edats la població es repartia de la següent manera: un 26,4% tenia menys de 18 anys, un 10,4% entre 18 i 24, un 28,6% entre 25 i 44, un 22,9% de 45 a 60 i un 11,7% 65 anys o més.
L'edat mediana era de 34 anys. Per cada 100 dones de 18 o més anys hi havia 97,7 homes.
La renda mediana per habitatge era de 39.375 $ i la renda mediana per família de 48.250 $. Els homes tenien una renda mediana de 32.500 $ mentre que les dones 22.917 $. La renda per capita de la població era de 17.530 $. Entorn del 7,9% de les famílies i el 13% de la població estaven per davall del llindar de pobresa.

## Poblacions més properes
El següent diagrama mostra les poblacions més properes.